# Wubi-Eingabeschema
Wubi steht als Abkürzung für „Wubizixing“ (五筆字型輸入法 / 五笔字型,  wǔbǐ zìxíng shūrùfǎ – „Fünf-Striche-Zeichenmodell-Eingabeverfahren“, da ein beliebiges Zeichen durch maximal fünf Tastenanschläge eingegeben werden kann) und ist eine von vielen Eingabemethoden für vereinfachte chinesische Schriftzeichen.
Der Vorteil dieses Eingabeschemas ist die alleinige Abhängigkeit vom Bild des Zeichens, erfordert also keine Kenntnis der Aussprache, und ist somit für Studierende der chinesischen Schrift sehr interessant. Weiterhin sei die hohe Schreibgeschwindigkeit erwähnt.
Der Nachteil dieser Eingabemethode ist, dass man wissen muss, wie chinesische Schriftzeichen generell aufgebaut sind (Anordnung, Radikale) und in welcher Strichreihenfolge sie geschrieben werden.

## Eingabelayout der Tastatur
Zur Eingabe des Zeichenbildes werden die 26 Buchstaben des Alphabetes ohne die Umlaute „ä“, „ö“ und „ü“ verwendet; das „z“ nimmt eine Sonderrolle ein. Zwischen Groß- und Kleinschreibung wird nicht unterschieden.
Die Tastatur wird folgendermaßen in Gruppen von bildlich zusammengehörigen Zeichen eingeteilt:
| ^     | 1 | 2 | 3 | 4 | 5 | 6 | 7 | 8 | 9 | 0 | ß | '     | ← |
| tab   | q | w | e | r | t | z | u | i | o | p | ü |       |   |
|       |   |   |   |   |   |   |   |   |   |   |   |       |   |
| lock  | a | s | d | f | g | h | j | k | l | ö | ä | '     |   |
| shift | < | y | x | c | v | b | n | m | , | . | _ | shift |   |

Bemerkung: Das „y“ scheint fehl am Platz, genauso, wie das „z“ und das „m“; die ersten zwei sind auf einer englischen Tastatur ausgetauscht, so dass die Zuordnungen Sinn ergeben. Deswegen gehört auch das „y“ im Folgenden in Region 4. Beim „m“ hatte man rechts einfach zu wenig Platz, denn nicht jede Tastatur hat „ö“s.

### Gruppen von Tasten
'asdfg' – Region 1Waagerechte Striche, wie z. B. 一, 三, 土 (erster gezogener Strich des Zeichens ist waagerecht)
'hjklm' – Region 2Senkrechte Striche, wie z. B. 丨, 刂, 日 (erster gezogener Strich des Zeichens ist senkrecht)
'qwert' – Region 3Nach links fallende Striche, wie z. B. 钅, 人 (der jeweils erste gezogene Strich der Zeichen ist ein nach links abfallender Strich)
'yuiop' – Region 4Nach rechts fallende Striche oder Punkte, wie z. B. 丶, 讠 (erster gezogener Strich des Zeichens ist punktförmig)
'xcvbn' – Region 5Haken, wie z. B. 女, 又 (erster gezogener Strich ist jeweils ein Haken)
'z'Wildcard/speziell

### Zuordnung einzelner Tasten

#### Region 1: Die Tasten a, s, d, f und g bzw. Radikale mit mindestens einem waagerechten Startstrich
Taste „g“:

Das Radikal ist eines der folgenden Zeichen: 一, 王 (auch klein), 五, 戋.

Merkregel: „Das Radikal eines Zeichens beginnt mit einem waagerechten Strich und enthält keinen weiteren waagerechten Strich oder sieht ähnlich wie das Zeichen 王 aus.“
Taste „f“:

Das Radikal ist eines der folgenden Zeichen: 二, 士, 土, 十, 干, 寸, 雨, ?Code?

Merkregel: „Das Radikal eines Zeichens beginnt mit genau einem waagerechten Strich, enthält aber noch genau einen weiteren waagerechten Strich; Ausnahme: 寸.“
Taste „d“:

Das Radikal ist eines der folgenden Zeichen: 大, 三, 犬, 石, 古, 厂, das zweite Zeichen in 羊, das zweite Zeichen in 着, der erste Teil in 肆, der Kopfteil von 而, die ersten zwei Striche von 右, im rechten Teil von 拔 das erste Zeichen, 于 ohne Oberstrich.

Merkregel: „Das Radikal beginnt mit einem Strich und beinhaltet zwei weitere waagerechte Striche oder ähnelt dem Zeichen 大 oder dem Zeichen 厂.“
Taste „s“:

Das Radikal ist eines der folgenden Zeichen: 木, 西, 丁.

Merkregel: „ 木, 西, 丁 “
Taste „a“:

Das Radikal ist eines der folgenden Zeichen: 工, 匚, 七, 弋, 戈, 廾, 艹, 廿, 共 ohne die letzten beiden Striche, 弋.

Merkregel: „Der klägliche Rest – auswendig lernen.“

#### Region 2: Die Tasten h, j, k, l und m bzw. Radikale mit mindestens einem senkrechten Startstrich
Taste „h“:

Das Radikal ist eines der folgenden Zeichen: 目, 上, 止, 卜, 上 ohne ersten Strich, 虍 ohne "匕", 是 ohne "旦", 皮 ohne "又", 具 ohne die letzten beiden Striche.

Merkregel: „Das Radikal eines Zeichens beginnt mit einem senkrechten Strich und enthält keinen weiteren senkrechten Strich oder sieht ähnlich wie das Zeichen 目 aus.“
Taste „j“:

Das Radikal ist eines der folgenden Zeichen: 曰, 早, 虫, 刂, die ersten zwei Striche von 归, die ersten zwei Striche von 临, 廾 ohne den ersten Strich，die ersten zwei Striche von 临.

Merkregel: „Das Radikal eines Zeichens beginnt mit einem senkrechten Strich und enthält genau einen weiteren senkrechten Strich, oder sieht ähnlich wie das Zeichen 曰 aus (auch gedreht).“
Taste „k“:

Das Radikal ist eines der folgenden Zeichen: 口, 川, 三 um 90° gedreht.

Merkregel: „口, 川, "三"“
Taste „l“:

Das Radikal ist eines der folgenden Zeichen: 田, 甲, 囗, 四, 皿, 车, 力, oberes Kästchen von 罘.
Taste „m“:
Das Radikal ist eines der folgenden Zeichen: 山, 由, 冂, 贝, 几, 骨 ohne "月".

Merkregel: „Muscheln vom Berg haben Knochen.“